# Éric Caire
Pour les articles homonymes, voir Caire (homonymie).
Éric Caire, né le 21 mai 1965 à Sorel, est un entrepreneur en informatique, enseignant et homme politique québécois. 
Il est député caquiste de la circonscription de La Peltrie à l'Assemblée nationale du Québec. Il est élu pour la première fois à l'élection générale de 2007 sous la bannière de l'Action démocratique du Québec (ADQ). À la suite de l'élection de Gilles Taillon, lors de la course à la direction de ce parti en 2009, il démissionne du parti avec Marc Picard pour siéger à l'Assemblée nationale comme député indépendant. Depuis février 2012, il siège pour la Coalition avenir Québec. 
Ministre délégué à la Transformation numérique gouvernementale depuis le 18 octobre 2018, il devient le 1er janvier 2022, ministre de la Cybersécurité et du Numérique. À la suite des déboires du projet SAAQClic de la Société de l'assurance automobile du Québec, il remet sa démission en tant que ministre le 27 février 2025.

## Biographie
Né le 21 mai 1965 à Sorel, Éric Caire est père de quatre enfants. Avant de se lancer en politique, il est entrepreneur en informatique puis enseignant au cégep.

### Vie politique
Éric Caire est élu pour la première fois député de la circonscription de La Peltrie à l'Assemblée nationale du Québec lors des élections générales québécoises de 2007 sous la bannière de l'Action démocratique du Québec (ADQ). Il est porte-parole de l'opposition officielle en matière de santé et de services sociaux, membre du Bureau de l'Assemblée nationale, membre de la Commission des affaires sociales et vice-président de la Délégation de l'Assemblée nationale pour les relations avec La Bavière (DANRBA).[réf. nécessaire]

#### Candidature à la chefferie en 2009
Pour un article plus général, voir Élection à la direction de l'Action démocratique du Québec de 2009.
Le 24 mars 2009, il annonce sa candidature à la succession de Mario Dumont comme chef de l'Action démocratique du Québec. Les anciens députés François Benjamin(ancien député provincial de Berthier) et Richard Merlini (ancien député provincial de Chambly) sont les coprésidents de sa campagne. Lors de l'élection, le 18 octobre 2009, il perd par 1 voix lors du 2e tour de scrutin face à Gilles Taillon. 
Le 6 novembre 2009, à la suite de la diffusion par TVA d'un message du président de l'ADQ, Mario Charpentier, sur la boîte vocale d'un militant, prouvant qu'il amassait des fonds pour financer la campagne de Gilles Taillon alors qu'il devait conserver une stricte neutralité et à leur limogeage de leurs fonctions parlementaires respectives par le nouveau chef, Éric Caire et Marc Picard annoncent qu'ils quittent le parti et siégeront désormais comme député indépendants.

#### Coalition avenir Québec
Le 19 décembre 2011, il annonce qu'il joint les rangs de la Coalition avenir Québec avec Benoit Charette, Daniel Ratthé et Marc Picard. Il est réélu comme député de La Peltrie sous cette bannière lors des élections de 2012, 2014, 2018 et 2022.
En 2017, avant son entrée au Conseil des ministres, il est placé en situation de conflit d'intérêts potentiel après avoir contracté un prêt de 55 000 $ auprès du maire de L'Ancienne-Lorette, Émile Loranger, dont la municipalité se trouve dans sa circonscription. Le Commissaire à l'éthique lui ordonne de rembourser le prêt, ce qu'il fait en juin 2018.
Le 18 octobre 2018, il devient ministre délégué à la Transformation numérique gouvernementale puis le 1er janvier 2022, ministre de la Cybersécurité et du Numérique. À ce titre, il est chargé du déploiement du service d'authentification gouvernementale, lancé en 2023. Toutefois, sa gestion de la transformation numérique a fait l'objet de critiques, notamment en raison des retards et problèmes liés au projet SAAQclic de la Société de l'assurance automobile du Québec (SAAQ). 
En matière de finances publiques, Éric Caire annonce en 2019 des économies annuelles de 100 millions de dollars à partir de 2023 grâce à la consolidation des centres de données gouvernementaux. Toutefois, en 2024, une augmentation des coûts de 50 millions de dollars dans le cadre de cette transformation numérique soulève des doutes quant à l'atteinte des objectifs annoncés. 
Bien que le ministre ait d'abord affirmé que ce projet relevait uniquement de la SAAQ, des documents obtenus par Le Devoir révèlent qu'il a été informé dès juin 2022 des dépassements de coûts et des difficultés rencontrées dans sa mise en œuvre,. Le 13 juin 2022, il assiste à une présentation de la SAAQ sur les coûts du projet, qui avaient alors grimpé à 416 millions de dollars, contre une estimation initiale de 97 millions pour cette phase. Malgré cela, neuf jours plus tard, le 22 juin 2022, il signe un arrêté ministériel permettant à la SAAQ d'octroyer de nouvelles sommes sans que celles-ci apparaissent dans le Système électronique d’appel d’offres du gouvernement du Québec (SEAO), limitant ainsi la transparence sur les dépassements de coûts.
La Vérificatrice générale du Québec a par la suite révélé que le coût total du projet avait explosé, atteignant 1,1 milliard de dollars, soit près du double des estimations initiales. De plus, en pleine campagne électorale de 2022, la SAAQ a adopté une stratégie de morcellement des contrats afin de camoufler 222 millions de dollars de dépenses supplémentaires, ce qui a soulevé des critiques sur la gestion et la reddition de comptes du projet.
En octobre 2022, le ministre reçoit une seconde présentation sur l’état d’avancement du projet, qui souligne plusieurs indicateurs au rouge et au jaune, notamment concernant les tests et la formation. Malgré ces avertissements, il affirme en 2023 ne pas avoir été mis au courant des problèmes du projet avant le dépôt du rapport de la Vérificatrice générale. Toutefois, d’anciens cadres de la SAAQ soutiennent lui avoir communiqué ces difficultés dès 2022, ce qui alimente une controverse sur son rôle et sa gestion du dossier.
Le 21 avril 2023, à la suite de la décision du gouvernement du Québec d'abandonner la construction d'un troisième lien autoroutier entre les villes de Québec et de Lévis, Éric Caire renie son engagement, pourtant réitéré, de démissionner de son poste de député si le projet était abandonné. Cette volte-face entraîne des critiques, notamment de la part de l'opposition et d'anciens partisans du projet, et mène à des appels à sa démission ainsi qu'au dépôt d'une pétition dans sa circonscription. Quelques mois plus tard, alors que le gouvernement envisage une nouvelle version du projet sous la forme d'un pont à l'est de Québec, le ministre a du mal à situer précisément l'emplacement prévu du projet lorsque interrogé par les journalistes.
Le 27 février 2025, alors que la controverse entourant le projet SAAQclic ne faiblit pas, Éric Caire annonce sa démission du poste de ministre de la Cybersécurité et du Numérique. Dans une déclaration transmise aux médias, il affirme avoir assumé ses responsabilités dans ce dossier, tout en admettant ne pas avoir été « assez méfiant ». Toutefois, il juge que la situation est devenue une distraction nuisible pour le gouvernement et le premier ministre, ce qui l’amène à remettre sa démission.

## Résultats électoraux
|                                                                                               | Nom                  | Parti              | Nombre de voix | %      | Maj.  |
| --------------------------------------------------------------------------------------------- | -------------------- | ------------------ | -------------- | ------ | ----- |
|                                                                                               | Éric Caire (sortant) | Coalition avenir   | 19 714         | 44,4 % | 6 423 |
|                                                                                               | Stéphane Lachance    | Conservateur       | 13 291         | 29,9 % | -     |
|                                                                                               | Martin Trudel        | Parti québécois    | 4 415          | 9,9 %  | -     |
|                                                                                               | Lucie Villeneuve     | Québec solidaire   | 3 954          | 8,9 %  | -     |
|                                                                                               | Frédéric Doumalin    | Libéral            | 2 517          | 5,7 %  | -     |
|                                                                                               | Sandra Mara Riedo    | Vert               | 289            | 0,7 %  | -     |
|                                                                                               | Olivier Grondin      | Parti nul          | 151            | 0,3 %  | -     |
|                                                                                               | Alain Fortin         | Climat Québec      | 71             | 0,2 %  | -     |
|                                                                                               | Martin Grand'Maison  | Démocratie directe | 46             | 0,1 %  | -     |
| Total                                                                                         | Total                | Total              | 44 448         | 100 %  |       |
| Le taux de participation lors de l'élection était de 73,7 % et 579 bulletins ont été rejetés. |                      |                    |                |        |       |

|                                                                                               | Nom                    | Parti               | Nombre de voix | %      | Maj.   |
| --------------------------------------------------------------------------------------------- | ---------------------- | ------------------- | -------------- | ------ | ------ |
|                                                                                               | Éric Caire (sortant)   | Coalition avenir    | 23 389         | 57,7 % | 16 660 |
|                                                                                               | Stéphane Lacasse       | Libéral             | 6 729          | 16,6 % | -      |
|                                                                                               | Alexandre Jobin-Lawler | Québec solidaire    | 4 000          | 9,9 %  | -      |
|                                                                                               | Doni Berberi           | Parti québécois     | 3 050          | 7,5 %  | -      |
|                                                                                               | Julie Plamondon        | Conservateur        | 1 926          | 4,8 %  | -      |
|                                                                                               | Sandra Mara Riedo      | Vert                | 700            | 1,7 %  | -      |
|                                                                                               | Kevin Bouchard         | Parti nul           | 305            | 0,8 %  | -      |
|                                                                                               | Yohann Dauphinais      | Citoyens au pouvoir | 266            | 0,7 %  | -      |
|                                                                                               | Josée Mélanie Michaud  | Équipe autonomiste  | 85             | 0,2 %  | -      |
|                                                                                               | Stephen Wright         | Parti 51            | 67             | 0,2 %  | -      |
| Total                                                                                         | Total                  | Total               | 40 517         | 100 %  |        |
| Le taux de participation lors de l'élection était de 70,8 % et 760 bulletins ont été rejetés. |                        |                     |                |        |        |